# Танк-черепаха

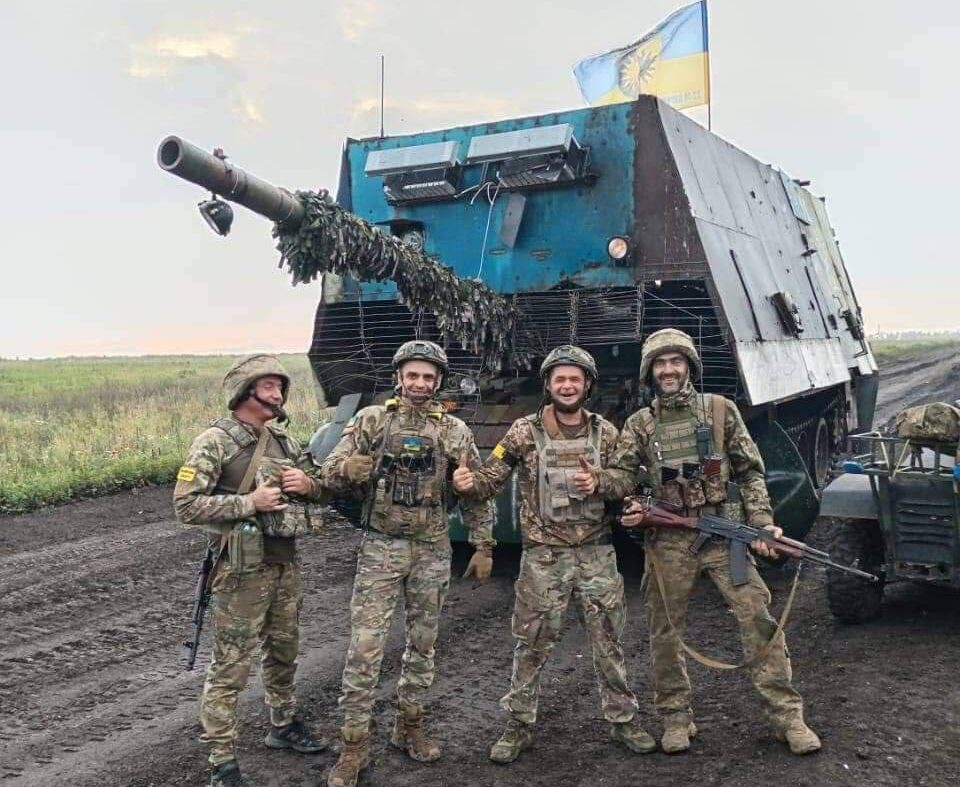
Украинские военные перед захваченным танком

«Танк-черепаха» (также встречаются варианты «царь-танк», «Штурмовой гараж» или «Царь-мангал» и т. д.) — неформальное название российских танков с массивными импровизированными надстройками, появившихся во время российского вторжения в Украину с весны 2024 года. Эти конструкции стали дальнейшим развитием противодроновых решёток, получивших распространение из-за массового применения FPV-дронов с 2023 года, способных прицельно поражать уязвимые части танка, такие как крыша и борта.

## Появление
Впервые подобные танки появились в начале апреля 2024 года в боях под Красногоровкой. Один из них получил средства РЭБ, а другой — противоминный трал. В медиа эти надстройки окрестили «царь-сараями» и «царь-мангалами», а сами машины — «царь-танками», «танками-сараями», «танками-черепахами», «штурмовыми гаражами» и другими прозвищами. Издание Defense Express сравнило их с вымышленным танком «Железный капут» из передачи «Каламбур». Также эти машины сравнивали с немецкими A7V времён Первой мировой войны.

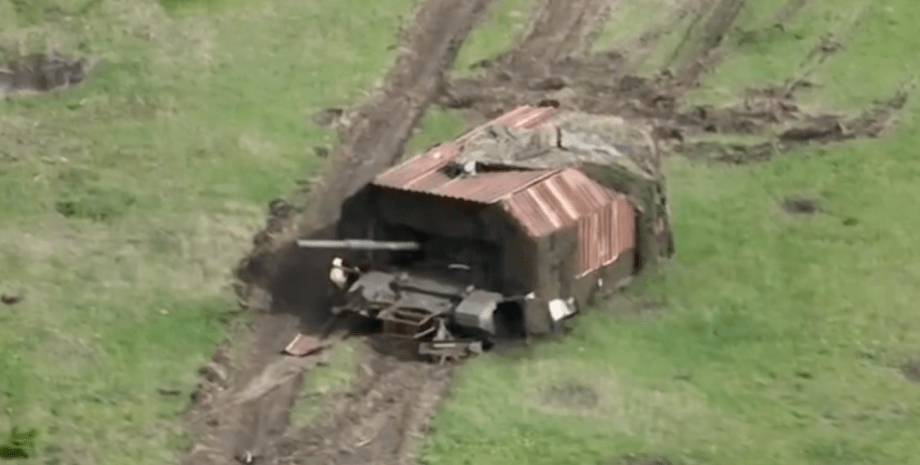
Подбитый «танк-сарай»

В конце апреля 2024 года украинские военные подбили один из таких танков под Красногоровкой. В мае украинские силы подбили один такой танк с названием «Громозека» (персонаж советского мультфильма), что привело к курьёзному случаю: в издании Forbes эта надпись была интерпретирована как «гомосек» и написали: «известный танк-черепаха, прозванный „Гомосексуалист“» (англ. англ. one notorious turtle tank, nicknamed “Homosexual”), что распространилось и в некоторых украиноязычных медиа.
Точное назначение этих танков неизвестно, однако они используются для прорыва минных заграждений и доставки пехоты к позициям из-за нехватки БМП. Силам обороны Украины не было необходимости в подобных конструкциях, учитывая преимущественно оборонительный характер боёв без активного маневрирования танков на открытой местности. Однако украинские военные также применяют решётки и сетчатые укрытия для защиты танков от дронов.
Несмотря на некоторые успешные прорывы с помощью этих машин, исследователь Андрей Тарасенко считает, что «сарай» мешает использованию танка по его основному назначению, а успешное применение стало возможным из-за отсутствия на соответствующих участках украинских танков или ПТРК.

## Описание
«Танки-черепахи» создаются путём установки на танк каркаса, обшитого листовым металлом или другими подручными материалами. Основная идея такой защиты — разнесённая броня: при попадании кумулятивный снаряд срабатывает преждевременно, а его кумулятивная струя становится менее эффективной. Материалы «сараев» не являются броневыми, поэтому они действуют лишь против относительно слабых боеприпасов, как у FPV-дронов, тогда как эффективность подкалиберных снарядов и ПТУРов они не снижают.
Главные недостатки связаны главным образом с их «амбарной» конструкцией, плохой обзорностью и мобильностью, а также с невращающейся башней. Сообщается, что он хорошо подходит для разминирования во время танковых атак, но все ещё может быть поврежден минами и артиллерией. Машины часто оснащаются средствами РЭБ для подавления дронов. Поскольку энергетическая система танков не рассчитана на большое количество таких систем, они часто также возят с собой генераторы и аккумуляторы.
Эти надстройки имеют серьёзные недостатки. Они тяжелы и замедляют машину (тем самым уменьшая ресурс двигателя, трансмиссии и ходовой части), ограничивают углы вращения башни и значительно ухудшают обзор. Один из захваченных танков вообще не мог поворачивать пушку и не имел боекомплекта.